# 가스가야마역
가스가야마역(일본어: 春日山駅)은 일본 니가타현 조에쓰시에 있는 에치고토키메키 철도 묘코 하네우마 라인의 철도역이다. 단선 승강장 1면 1선의 구조를 지닌 지상역이다.

## 역 구조
단선 승강장 1면 1선이다.

## 역 주변
- 조에쓰 지방 합동청사
  - 조에쓰 공공 직업안정소
  - 다카다 노동준비 감독서
- 조에쓰 의사회관
- 조에쓰 교육대학
- 조에쓰 시청
- 니가타 현 신용조합
- 조에쓰 시 종합체육관 · 근로 신체장애자 체육관
- 니가타 지방 법무국 조에쓰 지국
- 조에쓰 상공회의소
- 조에쓰 문화회관
- 조에쓰 치과의사회관
- 조에쓰 하수도 센터
- 조에쓰 시 후지노 야구장
- 조에쓰 종합병원
- 조에쓰 관광물산센터

## 이용 현황
| 연도     | 하루 평균 승차 인원 |          |     |          |     |          |     |
| 2000년도 | 383                 | 2005년도 | 484 | 2010년도 | 635 | 2015년도 | 696 |
| 2001년도 | 358                 | 2006년도 | 535 | 2011년도 | 681 | 2016년도 | 754 |
| 2002년도 | 355                 | 2007년도 | 577 | 2012년도 | 713 | 2017년도 |     |
| 2003년도 | 402                 | 2008년도 | 609 | 2013년도 | 732 |          |     |
| 2004년도 | 439                 | 2009년도 | 603 | 2014년도 | -   |          |     |
| -------- | ------------------- | -------- | --- | -------- | --- | -------- | --- |

## 역사
- 1928년 10월 26일 : 개업.
- 1987년 4월 1일 : 민영화에 의해, 동일본 여객철도로 이관.
- 2015년 3월 14일: 호쿠리쿠 신칸센 나가노 ~ 가나자와 구간이 연장 개통됨에 따라 에치고토키메키 철도에 이관.

## 인접 정차역
| 에치고토키메키 철도 ■ 묘코 하네우마 라인 | 에치고토키메키 철도 ■ 묘코 하네우마 라인 | 에치고토키메키 철도 ■ 묘코 하네우마 라인 |
| ---------------------------------------- | ---------------------------------------- | ---------------------------------------- |
| 다카다 묘코코겐 방면                     |                                          | 나오에쓰 나오에쓰 방면                   |